# Europäisches Zentrum für die Prävention und die Kontrolle von Krankheiten
Das Europäische Zentrum für die Prävention und die Kontrolle von Krankheiten (englisch European Centre for Disease Prevention and Control ECDC) ist eine Agentur der Europäischen Union mit dem Auftrag, die Verhütung und Kontrolle übertragbarer Krankheiten in der Europäischen Union zu verbessern.
Die Gründung des ECDC geht zurück auf die Entscheidung des Europäischen Parlaments und des Rates vom 24. September 1998 über die Schaffung eines Netzes für die epidemiologische Überwachung und Kontrolle übertragbarer Krankheiten in der Gemeinschaft. Mit der Verordnung (EG) Nr. 851/2004 vom 21. April 2004 wurde das Zentrum errichtet und sein Auftrag, seine Aufgaben und die Organisationsstruktur festgelegt. Die Verordnung verleiht dem Zentrum jedoch keine Regelungsbefugnis.
Die Eröffnungskonferenz fand im schwedischen Solna statt, wo die Agentur seither ihren Sitz hat und am 20. Mai 2005 ihre Arbeit aufnahm. Im April 2018 bezog das ECDC innerhalb Solnas sein neues Dienstgebäude im Bezirk Frösunda, Gustav III:s Boulevard 40.
Im März 2005 wurde die Ungarin Zsuzsanna Jakab Gründungsdirektorin der Agentur. 2010–2017 folgte ihr der Niederländer Marc Sprenger. Seit 2024 leitet Pamela Rendi-Wagner das ECDC.

## Aufgaben
Der Auftrag des Zentrums besteht darin, die durch übertragbare Krankheiten bedingten derzeitigen und neu auftretenden Risiken für die menschliche Gesundheit zu ermitteln, zu bewerten und Informationen darüber weiterzugeben (Art. 3 Verordnung (EG) Nr. 851/2004). Dazu soll es auch mit der Weltgesundheitsorganisation und mit Drittstaaten zusammenarbeiten.
Das Zentrum nimmt folgende Aufgaben wahr:
1. Sammeln, Erheben, Zusammenstellen, Auswerten und Verbreiten der einschlägigen wissenschaftlichen und technischen Daten,
2. Erstellung wissenschaftlicher Gutachten und Bereitstellung wissenschaftlicher und technischer Unterstützung, einschließlich Ausbildung,
3. rechtzeitige Information der Kommission, der Mitgliedstaaten, der Gemeinschaftseinrichtungen und der internationalen Organisationen, die im Bereich der öffentlichen Gesundheit tätig sind,
4. Koordinierung der europaweiten Vernetzung von Stellen, die in Bereichen tätig sind, welche unter den Auftrag des Zentrums fallen, einschließlich der Netze, die sich aus den von der Kommission geförderten Tätigkeiten im Bereich der öffentlichen Gesundheit ergeben, sowie Betrieb spezialisierter Überwachungsnetze und
5. Austausch von Informationen, Fachwissen und vorbildlichen Verfahren sowie die Erleichterung der Entwicklung und Durchführung gemeinsamer Maßnahmen.

Die Mitgliedstaaten liefern dem Zentrum wissenschaftliche und technische Daten zur Entwicklung epidemischer Lagen. Im Beschluss vom 22. Oktober 2013 werden die Vorschriften für Daten und Informationen festgelegt, die von den zuständigen nationalen Behörden gemeldet und dem Zentrum zwecks Koordinierung zur Verfügung gestellt werden sollen. Die ECDC betreibt und koordiniert damit ein Netz zur epidemiologischen Überwachung übertragbarer Krankheiten und damit zusammenhängender besonderer Gesundheitsrisiken und steht mit der Kommission und den auf nationaler Ebene zuständigen Behörden in ständiger Verbindung.
Die Grundlage zur Koordination mit dem ECDC wurde in Deutschland im Infektionsschutzgesetz von 2001 (IfSG) umgesetzt. Das Robert Koch-Institut ist die zuständige nationale Behörde im Sinne des Beschlusses vom 22. Oktober 2013 und für die Datenübermittlung an das ECDC zuständig (§ 12 Abs. 2 Satz 4 IfSG).
Im Durchführungsbeschluss der Kommission vom 13. Februar 2017 sind die Verfahren für die Übermittlung von Warnmeldungen im Rahmen des Frühwarn- und Reaktionssystems und für den Informationsaustausch, die Konsultation und die Koordinierung der Reaktionen auf die Bedrohungen festgelegt.

## Organisation
Organe des Zentrums sind der auf vier Jahre gewählte Verwaltungsrat, der geschäftsführende Direktor mit zugehörigem Personal und ein Beirat (Art. 13 ff. VO 851/2004). Der Verwaltungsrat beschließt vor allem über das jährliche Arbeitsprogramm des ECDC und überwacht dessen Umsetzung. Außerdem veranschlagt er die jährlichen Ein- und Ausgaben im Haushaltsplan, den der Direktor ausführt. In den Beirat werden Behördenvertreter der Mitgliedstaaten entsandt, für Deutschland gegenwärtig Osamah Hamouda und Ole Wichmann vom Robert Koch-Institut, außerdem Beobachter und Mitglieder von Nichtregierungsorganisationen ohne Stimmrecht.

## Publikationen
Seit März 2007 veröffentlicht das ECDC eine begutachtete Fachzeitschrift mit dem Titel Eurosurveillance, die sich den Themenfeldern Epidemiologie und epidemiologische Überwachung sowie der Prävention und der Kontrolle von Infektionskrankheiten widmet. Darüber hinaus veröffentlicht das ECDC Jahresberichte über die Prävention und Kontrolle ansteckender Krankheiten und Zusammenfassungen von Expertentreffen und wissenschaftlichen Sitzungen.